# 371
Правління Валентиніана I у Західній Римській імперії й Валента в Східній Римській імперії. У Китаї правління династії Цзінь. В Індії правління імперії Гуптів. У Японії триває період Ямато. У Персії править династія Сассанідів.
На території лісостепової України Черняхівська культура. У Північному Причорномор'ї готи й сармати. Історики VI століття згадують плем'я антів, що мешкало на території сучасної України приблизно з IV сторіччя. З'явилися гуни й стали тіснити остготів та аланів.

## Події
- Римські війська відбилися від вторгнення квадів на Дунаї.
- Розпочалася 5-річна війна між персами і римлянами. Битва під Дзіравом.

## Народились
- Валентиніан II, майбутній імператор.

## Померли
- Святий Іларіон Великий